# Машина Судного дня

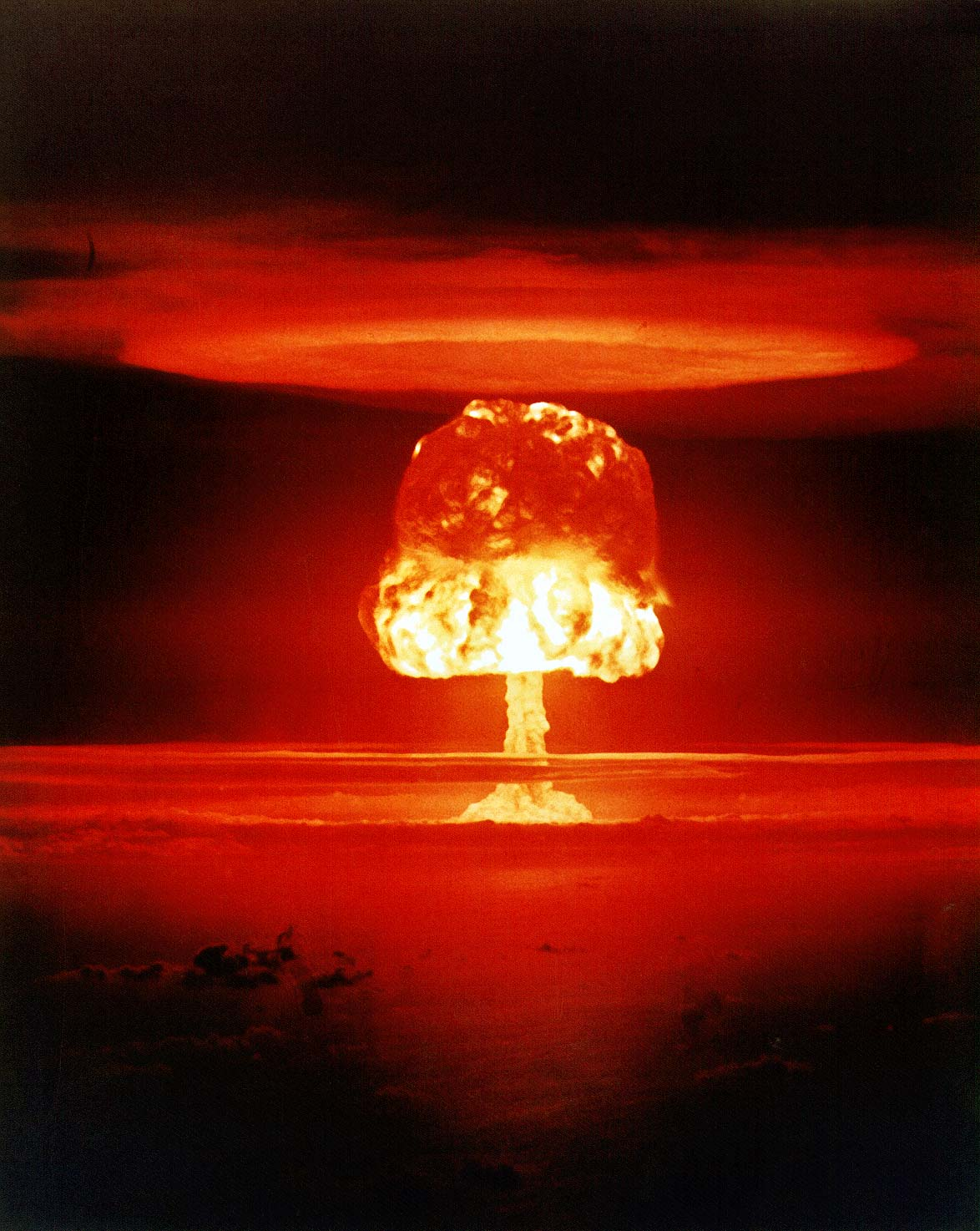
Машина Судного дня — не просто фантастика. Термоядерная кобальтовая бомба может заполнить атмосферу, и, впоследствии, гидросферу радиоактивными веществами (кобальтом-60), уничтожив всё живое на планете самым жестоким способом из всех возможных, кроме особо радиорезистентных бактерий вроде Thermococcus Gammatolerans и Deinococcus Radiodurans.

Машина Судного дня (Машина Страшного суда) — гипотетическое устройство, способное при срабатывании уничтожить всю жизнь на Земле или даже саму Землю, — своеобразный апофеоз доктрины взаимного гарантированного уничтожения. Впервые эта идея была сформулирована Германом Каном в книге «On Thermonuclear War» 1960 года. Её сутью является глобальный ядерный шантаж: угроза ультимативного уничтожения мира при невыполнении своих требований. Причём сам автор там же показал её неприемлемость по причинам дороговизны, вероятной гонки, чтобы построить её первыми, фатальности первой же ошибки, отвращения нормальных людей (в том числе политиков) к устройствам, нацеленным на них самих; однако предположил, что эта машина может быть приемлема для стран, подобных Третьему рейху. Станислав Лем развил моральную критику, указав, что стратегия шантажа в целом нереалистична и несимметрична — ведь шантажируемая сторона может вообще не реагировать на угрозу, так как вся ответственность ложится на шантажиста, который не испытывает острой необходимости в таком самоубийственном действии.
Основным элементом современных проектов машины служит термоядерная бомба (например, кобальтовая бомба, дающая сильное радиоактивное заражение местности даже при сравнительно слабом ядерном взрыве). Несколько таких бомб, будучи взорваны, вызовут массовое выпадение радиоактивных осадков по всей поверхности Земли, что приведёт к её стерилизации.
Иногда машиной Судного дня называют также систему, которая должна осуществить автоматический ядерный залп в случае обнаружения ядерной атаки (см. система «Периметр»).
Нанотехнологии, по утверждению ряда авторов, предоставляют ещё одну возможность для создания машины Судного дня: наноробот, запрограммированный исключительно на построение копий самого себя из подручных материалов, может исключительно быстро переработать всю биосферу Земли (или всю Землю целиком) в свои копии — так называемую «серую слизь». В экстремальных вариантах такие нанороботы образуют из себя космический корабль и «заражают» другие планеты (см. также «Зонд фон Неймана»).

## Машина Судного дня в художественных произведениях

### Доктор Стрейнджлав, или Как я перестал бояться и полюбил бомбу
Ключевым свойством машины Судного дня является её публичность, призванная не допустить превентивного удара, который повлёк бы за собой автоматическое уничтожение всех враждующих сторон. В фильме Советский Союз не успевает объявить о существовании машины, тем самым уничтожая все её положительные эффекты.
Американский генерал Джек Риппер, одержимый антикоммунистической паранойей, инициирует ядерную атаку на СССР, которая производится посредством стратегических бомбардировщиков. Только тогда советский посол Алексей Садецкий сообщает о существовании машины Судного дня. Несмотря на совместные усилия США и СССР (а также благодаря мужеству и целеустремлённости экипажа бомбардировщика), один самолёт (который был повреждён советской системой ПВО, в частности, не работала радиосвязь, вследствие чего самолёт не удалось отозвать) сбрасывает бомбу на советскую военную базу в городе Котлас. Машина Судного дня срабатывает под мелодию «We’ll Meet Again» (одна из самых известных в мире мелодий Второй мировой войны).

### Единственная (РичардиЛесли Бах)
Поэтому вы поняли… Я кивнул. 

— Если у нас друг для друга припасено по десять

миллионов мегатонн, то какая разница, откуда они стартуют? Все

погибнут! Зачем тогда тратить миллиарды на ракеты и управляющие

компьютеры? Как только мы засечем первую советскую ракету,

выпущенную по нам… мы взорвем Нью-Йорк, Техас и Флориду, и вы

обречены!
В главе «Одиннадцать» Ричард и Лесли встречаются со своими двойниками из альтернативной реальности — Татьяной и Иваном Кирилловыми, жителями Москвы. Ричард открывает им «главную американскую тайну»: оказывается, на американских ракетах нет ни систем управления, ни даже двигателей. Лишь боеголовки у этих ракет настоящие, остальное — «картон и краска». Одновременная их детонация вызовет эффект машины Судного дня, неважно — взорвутся они на своей территории или на чужой. План США состоит в расшатывании экономики СССР вовлечением в гонку вооружений.
Однако, по словам Кирилловых, оказывается, что военные разработки СССР с самого начала предполагают конверсию: подводных лодок — в центры подводного туризма, авианосцы — в плавучие города, космическая программа же с самого начала ориентирована на космический туризм. Оказывается, что «коммунисты тоже любят деньги».
Герои выясняют, что русские — такие же люди, которые «пытаются строить разумный мир», как и американцы. Однако остальной мир не так уж уверен в этом — в конце главы Москва уничтожается ядерной атакой.

### Звёздный путь: Машина Судного дня
В телесериале «Звёздный путь» в эпизоде «Машина Судного дня» герои обнаруживают автоматическую роботизированную машину «огромных размеров и мощности». Назначение этой машины — разрушать планеты (чем напоминает Звезду смерти), обломки которых используются затем в качестве топлива. Джеймс Тиберий Кирк, капитан звездолета «Энтерпрайз NCC-1701», считает, что это машина Судного дня, создана в соответствии с доктриной взаимного гарантированного уничтожения (в варианте для космических войн, вероятно — иначе неясно, зачем делать её мобильной) и прилетела сюда из другой галактики. Предположительно, эта машина уничтожила своих создателей и в соответствии со своей программой отправилась дальше — уничтожать встречающиеся на пути планеты. Полностью выведена из строя.

### Лексс
Космический корабль «Лексс» — «самое могущественное оружие разрушения в двух вселенных». Это огромный живой и разумный звездолёт, являющийся по своей сути насекомым: он очень похож на стрекозу как внешне, так и по физиологии (он боится паутин и пауков, если они имеют космические размеры). Он предназначен для разрушения планет одним мощным выстрелом, чтобы затем проглотить биологические остатки и использовать их как топливо. Кроме того, в этом сериале есть персонаж Мантрид, который пользуется дистанционно-управляемыми роботами-руками. В определённый момент эти руки начинают создавать себе подобных из любой материи, в невероятные сроки поглощая всю вселенную. Этот сценарий очень напоминает «серую слизь», но только в масштабах вселенной.

### Недетские игры (новеллизацияфильма: «Военные игры»)
Проведённый эксперимент показал, что многие ракетчики не готовы запустить ракеты, даже в ответ на ядерный удар. Считая, что они подобрали «вполне надёжных людей» и что «проблема не в них, а в том, чего мы от них требуем», руководство армии США принимает решение заменить людей на пусковых установках автоматическими устройствами (приказ об атаке должен тем не менее отдать президент).
Генерал, более двадцати процентов ваших ракетчиков, подобно этому 

капитану, не смогли, хуже того — отказались произвести пуск во время

учебной тревоги. Думается, понятие о воинской чести значит для них не

слишком много!
Школьник-хакер Дэвид Лайтмен, пытаясь проникнуть в сеть компании, выпускающей компьютерные игры, производит последовательный обзвон телефонных номеров в поисках модемов (wardialing). Случайно найденный им номер оказывается терминальным входом Джошуа — искусственной личности, введённой в главную ЭВМ Хрустального дворца (позывные и сленговое обозначение Объединённого командования аэрокосмической обороны Северной Америки NORAD). Думая, что он благополучно проник в компьютеры компании-производителя игр, Дэвид запускает программу «Мировая термоядерная война», которая на самом деле является имитационной учебно-отладочной программой, создающей на терминалах в Хрустальном дворце полную иллюзию ядерной атаки СССР.
Военные принимают решение повременить с нанесением ответного удара до непосредственного подтверждения атаки — то есть уничтожения первой военной базы, которого, конечно, не происходит. Однако Джошуа всерьёз увлекся процессом «игры» и намеревается «пройти её до конца», запустив настоящие американские ракеты по СССР. Остановить его удаётся благодаря тому, что он — «объединённая программа», способная распространять свой опыт, приобретённый в одной сфере деятельности, на другие сферы. Дэвид заставляет Джошуа играть с самим собой бесчисленные партии в крестики-нолики, тем самым приводя компьютер к выводу, что некоторые игры принципиально не могут закончиться выигрышем. Обобщая новоприобретённый опыт, Джошуа примеряет его к игре «Мировая термоядерная война» и, анализируя бесчисленные варианты ударов и контрударов, убеждается, что в этой «игре» обе стороны всегда оказываются уничтоженными. Со словами «СТРАННАЯ ИГРА. ЕДИНСТВЕННАЯ ВЫИГРЫШНАЯ СТРАТЕГИЯ — НЕ ИГРАТЬ ВООБЩЕ» Джошуа отказывается от своего первоначального намерения. Математический разбор подобной ситуации описан в дилемме заключённого.
Термин «Машина Судного дня» непосредственно не используется, однако описана система полностью автоматического ответа на ядерный удар.

### Другие
- В фантастическом мультсериале «Футурама» профессор Фарнсворт сам конструирует и часто демонстрирует различные машины Судного дня. Некоторые были применены и не по назначению (например в серии «Rebirth»).
- В романе А. П. Казанцева "Фаэты" машиной Судного дня ("сверхмощной подводной установкой распада", взрыв которой спровоцировал термоядерную реакцию океанского водорода) была уничтожена планета между Марсом и Юпитером.